# Семёнов, Владимир Иванович (капитан 1-го ранга)
Владимир Иванович Семёнов (1867, Санкт-Петербург — апрель 1910) — капитан 1-го ранга, участник Цусимского сражения; русский прозаик.

## Биография
Родился 16 декабря 1867 года в Санкт-Петербурге. Сын городского казначея коллежского асессора Ивана Платоновича Семёнова (из обер-офицерских детей) и его супруги Людмилы Павловны (в девичестве Крыловой). Был четвёртым ребёнком в семье. Отец получил права потомственного дворянина после награждения орденом святого Владимира 4-й степени в апреле 1877 года. Получил домашнее образование и три года учился в 5-й санкт-петербургской прогимназии.
В 1881 году по прошению отца принят в приготовительный класс Морского Училища. 1887 году окончил училище третьим по успеваемости имея звание фельдфебеля. 29 сентября 1887 года произведён в мичманы и зачислен 8-й флотский экипаж.
В 1888 году назначен «сверх комплекта» на мореходную канонерскую лодку «Манджур» (командир капитан 2 ранга Г. П. Чухнин). С 10 сентября 1888 года в заграничном плавании на Дальний Восток в состав эскадры Тихого Океана.
В апреле 1890 года переведён на броненосный крейсер «Адмирал Нахимов». На нём он в октябре 1891 года вернулся в Кронштадт.
Кампания 1892 года — на эскадренном броненосце «Император Александр II» в составе Практической эскадры Балтийского моря. Поступил по экзамену на гидрографическое отделение Николаевской Морской академии.
28 марта 1893 года произведён в лейтенанты. В июле — октябре 1893 года принимал участие в Енисейской гидрографической экспедиции. Перешел на пароходе «Лейтенант Малыгин» (командир лейтенант Е. Л. Шведе) из Великобритании в устье Енисея. (В 1894 году издан в Санкт-Петербурге Товариществом «Общественная Польза» его очерк «Забытый путь из Европы в Сибирь. Енисейская экспедиция 1893 г.»). В октябре 1894 года окончил курс академии.
В кампанию 1895 года для ценза плавал («ходил») на учебном судне «Моряк» по Балтийскому морю в составе Отряда судов Морского Кадетского корпуса. Назначен в заграничное плавание старшим штурманским офицером на крейсер «Дмитрий Донской» (командир капитан 1 ранга В. К. Витгефт).
В честь штурмана фрегата «Дмитрий Донской» лейтенанта В. И. Семёнова назван мыс Семёнова [Йонбао] (Японское море, полуостров Корея, 39°19′ с.ш., 127°28′ в.д., мыс был обследован в 1896 году экипажем фрегата «Дмитрий Донской», тогда же было присвоено название мысу).
В марте 1898 года принимал участие в занятии Порт-Артура. Штурманский офицер 1 разряда. В августе 1898 года назначен старшим флаг-офицером штаба начальника Эскадры Тихого Океана (вице-адмирал Ф. В. Дубасов). Назначен флагманским штурманом. Состоял в этой должности и при новом начальнике эскадры вице-адмирале Я. А. Гильтебрандте (до августа 1900 года). Награждён орденом святой Анны 4-й степени с надписью «За храбрость» за взятие фортов Таку 8 и 9 июня 1900 года и японским орденом Восходящего Солнца 5-й степени.
После четырёхмесячного отпуска в феврале 1901 года назначен старшим штурманским офицером эскадренного броненосца «Цесаревич» (заложен на верфи «Форж и Шантьё» 18 мая 1899 года. Командир капитан 1 ранга И. К. Григорович). Компанию 1901 года провёл в должности старшего флаг-офицера штаба начальника Учебно-Артиллерийского Отряда контр-адмирала З. П. Рожественского (на крейсере «Минин»; командир капитан 1 ранга Н. И. Небогатов). Назначен адъютантом штаба Кронштадтского порта (Главный командир и военный губернатор Кронштадта вице-адмирал С. О. Макаров).
В апреле 1903 года пожалован оклад капитан-лейтенанта по цензу.
1 января 1904 года был назначен в Порт-Артурскую эскадру Тихоокеанского флота старшим офицером крейсера 2-го ранга «Боярин» и 16 января 1904 года отбыл в Порт-Артур. В дороге его застала весть о начале войны с Японией и гибели на своих минах крейсера «Боярин». 1 февраля 1904 года назначен командиром миноносца «Решительный» вместо заболевшего лейтенанта А. А. Корнильева. Участвовал на нём в постановках минных заграждений в заливе Талиенван. 7 февраля 1904 года сдал командование капитану 2 ранга Ф. Э. Боссе. Назначен старшим офицером транспорта «Ангара».
24 февраля 1904 года прибыл в Порт-Артур командующий флотом Тихого Океана вице-адмирал С. О. Макаров. Он пожелал иметь лейтенанта В. И. Семёнова в числе чинов своего штаба, но вакансий не было. 1 марта 1904 года Семёнов был назначен старшим офицером крейсера «Диана» (это назначение не было опубликовано в Высочайших приказах по Морскому ведомству и получивший на Пасху 28 марта 1904 года чин капитана 2-го ранга Семёнов продолжал числиться старшим офицером «Ангары» в списках на 1 июля 1904 года). В марте — июне 1904 года участвовал в ночных боях на рейде и в дневных операциях у побережья Квантуна. Работал переводчиком в штабе эскадры. В июне 1904 года письменно обратился к командующему эскадрой с предложением прорываться во Владивосток. В июле 1904 года участвовал в Шантунгском сражении. Участвовал в походе на подбитом крейсере, прорвавшемся на юг, к берегам Индокитая.
В августе — сентябре 1904 года покинул Сайгон и присоединился ко 2-й Тихоокеанской эскадре в Либаве в качестве пассажира. 2 октября 1904 года отплыл на борту броненосца «Князь Суворов» из Либавы в Тихий океан. В ноябре 1904 года был назначен одним из четырёх флагманских штурманов эскадры. В феврале 1905 года получил назначение начальника военно-морского отдела эскадры. 14 мая 1905 года вместе с эскадрой участвовал в Цусимском сражении, получил пять ранений. 15 мая 1905 года попал в плен вместе с адмиралом Рожественским и другими офицерами на миноносце «Бедовый». В мае — октябре 1905 года находился в плену; находился на лечении в Сасебо и его окрестностях. В ноябре — декабре 1905 года вернулся в Россию через Владивосток и Сибирь.
В июле — августе 1906 года вместе с адмиралом Рожественским и группой офицеров был предан суду по обвинению в сдаче «Бедового» неприятелю. Был оправдан.
В январе 1907 года подал прошение об отставке на высочайшее имя. Уволен со службы в звании капитана 1-го ранга с мундиром и пенсией (приказ № 746 Морского Ведомства от 29 января 1907 года).
Умер 20 апреля 1910 года от последствий ранений.

## Литературное творчество
Талантливый литератор, в 1903 году опубликовал двухтомник стихотворений, создал первую биографию адмирала Макарова (1907), переводил с японского, публиковал фантастические повести, фельетоны, сатиры, стихи. Важнейшее произведение — трилогия "Трагедия Цусимы" по собственным дневникам: «Расплата», «Бой при Цусиме», «Цена крови» (1906—1909). Переведена на девять языков при жизни автора, её цитировал сам триумфатор Цусимы — адмирал Того. В 1906 году опубликовал перевод японского издания «Великое сражение Японского моря» — первого развёрнутого анализа Цусимского сражения.
Автор научно-фантастической (с элементами шпионского детектива и авантюрного романа) дилогии «Царица мира» (1908) и «Цари воздуха» (1909), которая отмечена восторженным отношением автора к зарождающейся авиации; по представлениям автора изобретение летательных аппаратов способно перевернуть жизнь всего человечества, так как аэропланы — это абсолютное оружие, бороться с которым невозможно.
В 1909 году в печати появились заметки Семёнова «Флот и морское ведомство до Цусимы и после» и сказка «Заседание адмиралтейств-коллегии». В 1910 году написал свою последнюю статью — «Похороны адмирала Рожественского».
Произведения Семёнова переведены на английский, болгарский, венгерский, грузинский, китайский, корейский, монгольский, немецкий, польский, румынский, сербско-хорватский, словацкий, французский, чешский, японский.
- Бой при Цусиме: Памяти «Суворова» — СПб., 1910
- Великое сражение Японского моря. (Цусимский бой) — СПб.; М., 1911

## Награды
Российской империи:
- Орден Святой Анны 3 степени (1893);
- Орден Святого Станислава 2 степени (14.9.1899);
- Орден Святой Анны 4 степени «за храбрость» (28.12.1900);
- Орден Святого Владимира 4 степени с бантом за 18 совершённых морских кампаний (1902);
- Орден Святой Анны 2 степени с мечами (2.7.1907);
- Серебряная медаль «В память царствования императора Александра III» (1896);
- Бронзовая медаль «За поход в Китай» (в память военных событий в Китае 1900—1901 г.г.) (28.7.1901).

Иностранные:
- Орден Восходящего Солнца 5 степени (Япония, 1899);
- Орден Почётного легиона — кавалер (Франция, 1902);
- Орден Святых Маврикия и Лазаря — кавалер-офицер (Италия, 1902);
- Орден Спасителя — кавалер (Греция, 1903)[5].